# 先天性四肢切斷症
先天性四肢切斷綜合症（或稱），是一種非常罕見的先天性疾病，患者天生便缺乏四肢。

## 特徵
該綜合症會在身體各部分造成嚴重畸形，包括心臟、面部、頭部、神經系統、骨骼及生殖系統。很多情況下，患者的肺部發育不全，使患者呼吸困難甚至完全不能呼吸。正因身體有如此嚴重的缺憾，很多胎兒在出生前已經死亡或在出生後不久便夭折。塞爾維亞裔澳洲籍傳道人力克·胡哲（Nick Vujicic）和日本作家乙武洋匡是少數患有該病的倖存者。

## 成因與遺傳學
研究人員在先天性四肢切斷症患者的WNT3基因中發現突變。該基因是WNT家族的一部分，該基因家族在胎兒出生前的發展擔當重要角色。在大部分至今已知的該基因家族中，四肢切斷症基因似乎在遺傳特徵中有一隱性組合的常染色體。

## 流行病學
全球中只有數個家庭已知為患有四肢切斷症。

## 知名患者
- 乙武洋匡，日本作家。
- 力克·胡哲（Nick Vujicic），塞爾維亞裔澳洲籍人，基督徒。
- 麥可·歐森（Michael Olson），美國電腦軟體工程師。
- Prince Randian